# 교황 요한 19세
교황 요한 19세(라틴어: Ioannes PP. XIX, 이탈리아어: Papa Giovanni XIX)는 제144대 교황(재위: 1024년 4월/5월 - 1032년 12월 6일)이다. 본명은 로마누스(Romanus)이다.
로마 태생인 그는 교황 베네딕토 8세의 동생으로서 당시 강력한 영향력을 행사했던 투스쿨룸 백작 가문 출신이다. 그는 본래 성직자가 아닌 평신도로서 집정관과 원로원 의원으로 활동했으며, 형인 교황으로부터 ‘모든 로마인들의 집정관과 원로원 그리고 장군’(Consul, dux et senator omnium Romanorum)이라는 칭호를 받았다. 형이 죽자 하루만에 모든 성직품을 받고 요한 19세라는 이름으로 교황좌에 올랐다.
요한 19세는 동방에서 자신의 권리를 인정해 달라는 콘스탄티노폴리스 총대주교 에우스타시오스의 요청을 거부함으로써 1054년 동서 교회 분열로 이어지는 과정에 한몫을 하게 되었다. 당초에 요한 19세는 콘스탄티노폴리스 총대주교로부터 거액의 뇌물을 받은 대가로 그에게 ‘세계 총대주교’라는 칭호를 부여하는 것에 동의하였다. 하지만 이 소식이 알려지자 곧 교회 전체에 거센 반발이 일어났으며, 이에 압박을 느낀 요한 19세는 자신의 동의를 즉각 철회하였다.
1024년 신성 로마 제국의 하인리히 2세가 사망하자, 요한 19세는 콘라트 2세와 그의 아내를 로마로 호출해 1027년 부활절에 성 베드로 대성전에서 신성 로마 제국의 황제와 황후로서 그들의 대관식을 거행하였다.
1025년 요한 19세는 볼레스라우 1세를 축복하고 그를 폴란드의 왕으로 봉하였다.
1027년 4월 6일 요한 19세는 그라도 총대주교에 맞서기 위해 라테라노 시노드를 소집해 아퀼레이아 총대주교좌를 설정하고, 그곳의 총대주교로 아퀼레이아의 포포 주교를 서임하였다. 또한 그라도 총대주교를 주교로 격하하고, 앞으로 아퀼레이아 총대주교의 교도권 아래에 두도록 하였다. 실제로 총대주교는 모든 이탈리아 주교들보다 성품이 더 윗단계였다. 그러나 1029년 요한 19세는 자신의 결정을 철회하고 그라도 주교를 총대주교로 격상하는 한편 그의 권한을 다시 회복시켜 주었다. 또한 1025년 바리오트 교구가 로마에 귀일하자 그는 바리 대주교 비잔티우스에게 열두 명의 보좌 주교를 서임할 수 있도록 허락한다는 내용의 교황 칙서를 반포하였다. 요한 19세는 콘스탄티노폴리스 총대주교 에우타시오스와 콘스탄티노폴리스에 라틴 전례를 집전하는 교회들을 정착시키는 대신 이탈리아에도 비잔티움 전례를 집전하는 교회들을 허용하는 협정을 맺었다.
요한 19세는 분노에 찬 소작농들에게 살해당했다는 이야기가 전해지지만, 그것이 맞다는 역사적 증거는 없다. 요한 19세의 선종에 대해서는 역사적 사료가 전혀 남아있지 않다.
요한 19세가 선종한 후, 그의 조카인 교황 베네딕토 9세가 후임자가 되었다. 당시 교황으로 선출되기에는 그는 아직 어렸는데, 일부 문헌에서는 교황 선출 당시 그의 나이가 12세였다고 한다. 하지만 대체적으로 역사학계에서는 그가 18세에서 20세의 나이에 교황으로 선출되었을 가능성이 크다고 보고 있다.
한편, 요한 19세의 뒤를 이어 요한이라는 이름을 선택한 후임 교황은 요한 20세라고 하지 않고 요한 21세(1276–1277)라고 지칭하였다.